# 中国驻拉脱维亚大使馆
中华人民共和国驻拉脱维亚共和国大使馆，简称中国驻拉脱维亚大使馆，是中华人民共和国驻拉脱维亚的外交代表机构。
2025年6月11日起代管中国驻立陶宛代办处证件业务。

## 机构设置
中国驻拉脱维亚大使馆设置下列机构：
- 政治处
- 武官处
- 经商处
- 办公室